# Liebchen schwing Dich
Liebchen schwing Dich ist eine Polka-Mazurka von Johann Strauss Sohn (op. 394). Das Werk wurde am 6. März 1881 im Konzertsaal des Wiener Musikvereins erstmals aufgeführt.

## Einzelnachweis
1. ↑  Quelle: Englische Version des Booklets (Seite 51) in der 52 CDs umfassenden Gesamtausgabe der Orchesterwerke von Johann Strauß (Sohn), Hrsg. Naxos (Label). Das Werk ist als siebter Titel auf der 17. CD zu hören.